# NGC 1999
NGC 1999 is een reflectienevel die zich bevindt in het sterrenbeeld Orion. NGC 1999 ligt op ongeveer 1500 lichtjaar afstand van de Aarde.